# إيكو إير الدولية
إيكو إير الدولية هي شركة طيران مقرها الجزائر العاصمة، الجزائر، تأسست عام 1999. وفي عام 2002 دُمجت في مجموعة خليفة، الشركة الأم لشركة طيران خليفة. تعمل شركة إيكو إير الدولية انطلاقًا من مطار هواري بومدين، وتقدم رحلات إلى أوروبا، بما في ذلك بروكسل-شارليروا وشمال أفريقيا، وداخل الجزائر.

## التاريخ
تأسست شركة إيكو إير الدولية في عام 1999 وبدأت عملياتها بمساعدة الخطوط الجوية الخليفة ومجموعة خليفة. اتخذت الجزائر قرار بمنع الاستثمار الخاص في في طاع النقل الجوي بعد أن شهد القطاع هزات قضائية أدت إلى انهيار شركة الخليفة للطيران بعد ثلاث سنوات فقط من نشأتها، وبذلك، أغلقت الجزائر أبوابها أمام رأس المال الخارجي منذ عام 2003.

## الأسطول
حتى إفلاسها، كان لدى شركة الطيران 6 طائرات بوينغ 737 كلاسيك، جميعها مستأجرة من شركات طيران مختلفة، بما في ذلك: 
4 بوينغ 737-200.
1 بوينغ 737-300.
1 بوينغ 737-400.